# Jorg Gray
Jorg Gray est une marque horlogère créée en 1998 par Logomark, Inc. à Tustin en Californie.
Présent uniquement sur le secteur business to business avant 2009, elle est depuis distribuée en magasin.
Jorg Gray est principalement connue comme la marque de montre préférée du président des États-Unis Barack Obama et de l'United States Secret Service. Le modèle JG6500 dispose à cet égard d'une version spéciale consacrée au président.